# Жемчужный пат

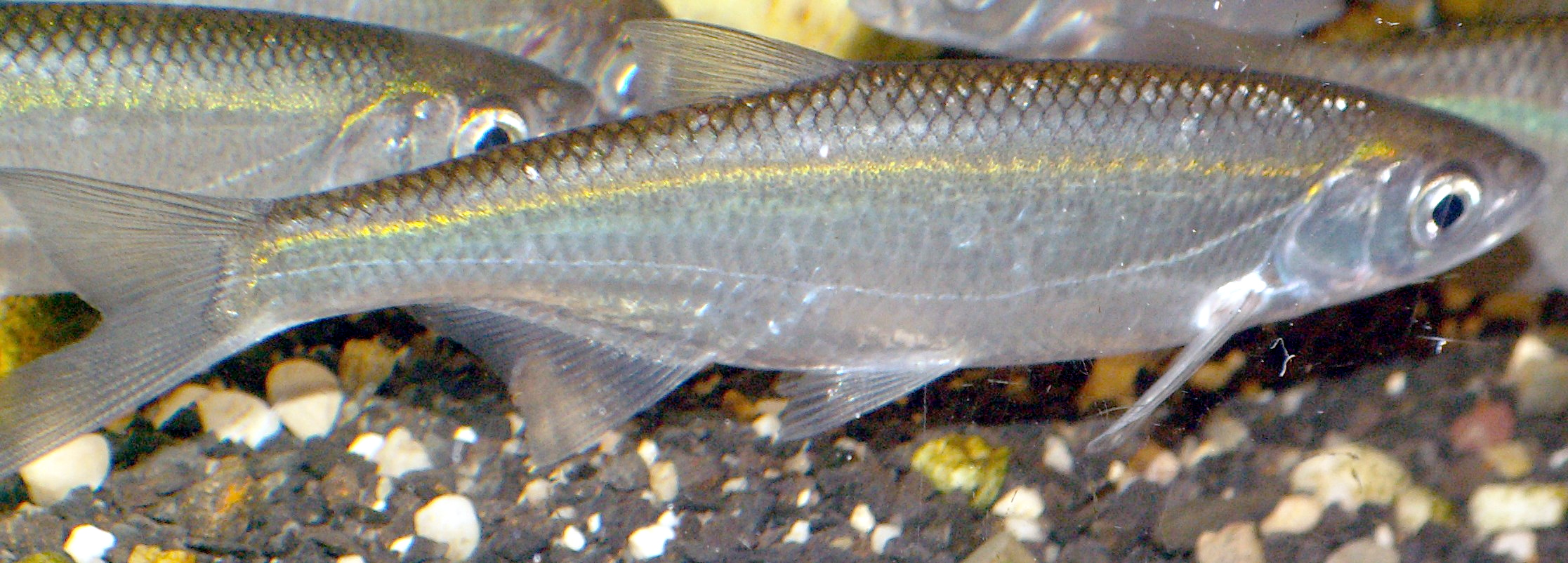
Блестящая чешуя карпа

Жемчужный пат — смесь кальциевой соли гуанина с нитроцеллюлозным лаком или уксусноамиловым эфиром, представляет собой густую массу серебристого цвета, внешне похожую на перламутр. Жемчужный пат получают механическим путём в результате отделения с поверхности блестящей чешуи некоторых видов рыб: уклеи, чехони, белоглазки, сельди и воблы. Гуанин применяют в химико-фармацевтической промышленности в аморфном состоянии для получения кофеина, а в галантерейной промышленности кристаллический блестящий гуанин идёт на производство ювелирных поделок и перламутровых имитаций.
Чешую для производства жемчужного пата собирают при транспортировке и переработке свежей рыбы в деревянные или металлические ящики и первоначально направляют на замораживание или посол. Чешуя должна быть чистой, блестящей, без загрязнений, ржавчины, слизи и посторонних запахов. Гуанин отделяют от чешуи тремя способами: водным, безводным и с помощью адипиновой кислоты.
При водном способе гуанин получают в водной суспензии в результате механического воздействия на рыбную чешую в цилиндрических вращающихся барабанах с чистой тёплой водой, оборудованных мешалками. Полученную суспензию сепарируют для отделения гуанина. Полученную гуаниновую массу очищают от белков и жиров методом ферментации на основе пепсина. Далее гуанин промывают, отжимают и обезжиривают растворителем. Для получения жемчужного пата гуанин смешивают с нитролаком и фасуют в стеклянные или металлические банки. На приготовление одного килограмма жемчужного пата требуется 15-20 килограммов свежей чешуи. При безводном способе вместо воды применяется керосин, качество получаемого гуанина в этом случае ниже, так как керосин препятствует полному расщеплению белков в процессе ферментации. Адипиновую кислоту для получения гуанина используют в смеси с водой и спиртом.